# Vitronectina
A vitronectina é uma abundante glicoproteína que pode ser encontrada no plasma sanguíneo e na matrix extracelular. Tem se especulado sobre o papel da vitronectina na homeostase e na formação de tumores.

## Estrutura
A vitronectina é uma glicoproteína de 75 kDa, que é composta por 459 resíduos de aminoácidos. Cerca de um terço da massa molecular da proteína é composta por hidratos de carbono. Ocasionalmente, a proteína é clivada após o resíduos número 379 ( arginina), para produzir duas vitronectinas em cadeia, onde as duas partes são ligadas por uma ligação de dissulfeto. Ainda não foi determinada experimentalmente a sua estrutura de alta resolução.
A proteínas é composta por três domínios proteicos:
- Domínio N-terminal: domínio somatomedina B (1-39)
- Domínio central: com homologia com a hemopexina (131-342)
- Domínio C-terminal: também com homologia com a hemopexina (347-459)

Algumas estruturas foram reportadas para o domínio N-terminal. Inicialmente, a proteína foi cristalizada em complexo com um dos seus parceiros fisiológicos: o inibidor do activador do plasminogénio tipo 1 (PAI-1), e a estrutura deste complexo foi resolvida. Subsequentemente, dois grupos reportaram estruturas do domínio, obtidas pelo proceso de espectroscopia de ressonância magnética nuclear.
Modelos de homologia têm sido produzidos para os domínios C-terminal e central.

## Biologia
O domínio somatomedina B liga-se ao inibidor do activador do plasminogénio tipo 1, e estabiliza-o. Por isso, a vitronectiva serve para regular a proteólise pela activação do plasminogénio. Adicionalemnte, a vitronectina é um componente das plaquetas e está por isso envolvida em processo de homeostase. A vitronectina contém uma sequência RGD que serve como sítio de ligação de integrinas membranares, que serve para acorar células à matrix extracelular. O domíno somatomedina B interage com o receptor de urocinase: esta interacção tem sido implicada na migração celular e na transdução de sinal. Altos níveis plasmáticos de PAI-1 e do receptor de urocinase, estão relacionados com prognótisticos negativos em pacientes com cancro. A adesão e migração celular estão directamente envolvidas nas metástases cancerígenas, providenciando um mecanismo explicativo da anterior observação.